# 가와고에촌 (시마네현)
가와고에촌(川越村)은 시마네현 오치군에 설치되었던 촌이다. 현재의 고쓰시의 일부에 해당한다.